# Fresnes-sur-Apance
Fresnes-sur-Apance är en kommun i departementet Haute-Marne i regionen Grand Est (tidigare regionen Champagne-Ardenne) i nordöstra Frankrike. Kommunen ligger i kantonen Bourbonne-les-Bains som tillhör arrondissementet Langres. År 2022 hade Fresnes-sur-Apance 161 invånare.

## Befolkningsutveckling
Antalet invånare i kommunen Fresnes-sur-Apance
| Referens: INSEE |